# Ivodea cordata
Ivodea cordata är en vinruteväxtart som beskrevs av René Paul Raymond Capuron. Ivodea cordata ingår i släktet Ivodea och familjen vinruteväxter. Inga underarter finns listade i Catalogue of Life.